# Kanton Rocroi
Kanton Rocroi (fr. Canton de Rocroi) je francouzský kanton v departementu Ardensko v regionu Grand Est. Tvoří ho 33 obcí. Před reformou kantonů 2014 ho tvořilo 14 obcí.

## Obce kantonu
od roku 2015:
| - Auge - Auvillers-les-Forges - Blombay - Bourg-Fidèle - Brognon - Le Châtelet-sur-Sormonne - Chilly - Étalle - Éteignières - Fligny - Gué-d'Hossus - Ham-les-Moines - Harcy - Laval-Morency - Lonny - Maubert-Fontaine - Murtin-et-Bogny | - La Neuville-aux-Joûtes - Neuville-lez-Beaulieu - Neuville-lès-This - Regniowez - Remilly-les-Pothées - Rimogne - Rocroi - Saint-Marcel - Sévigny-la-Forêt - Signy-le-Petit - Sormonne - Sury - Taillette - Tarzy - This - Tremblois-lès-Rocroi |

před rokem 2015:
- Blombay
- Bourg-Fidèle
- Le Châtelet-sur-Sormonne
- Chilly
- Étalle
- Gué-d'Hossus
- Laval-Morency
- Maubert-Fontaine
- Regniowez
- Rimogne
- Rocroi
- Sévigny-la-Forêt
- Taillette
- Tremblois-lès-Rocroi